# Долгоруков, Борис Фёдорович
Князь Бори́с Фёдорович Долгору́ков (ум. 25 июня 1703) — стольник и воевода во времена правления Алексея Михайловича, Фёдора III, Ивана V, правительницы Софьи и Петра I Алексеевичей.
Рюрикович в  XXIV колене, из княжеского рода Долгоруковы.
Сын окольничего, князя Фёдора Фёдоровича Долгорукова. Имел братьев: князей Якова, Луку и Григория Фёдоровичей.

## Биография
Стольник царицы Натальи Кирилловны (1675). Пожалован в царские стольники (25 декабря 1676). Сопровождал Государя в Саввин монастырь (1679). Подписался на Соборном уложение об отмене местничества (12 января 1682). На свадьбе царя Фёдора III Алексеевича с Марфой Матвеевной Апраксиной "смотрел в кривой стол"  (15 февраля 1682). Стольник, дневали ночевал при гробе царя Фёдора Алексеевича (02 мая 1682). Рында в белом платье, при приёме шведского посла (11 марта 1683). Участвовал в Троицком походе (1683). Сопровождал Государя в летних поездках (1684). Подвергся домашнему аресту за неприбытие на крестный ход по наряду (23 октября 1684). Несмотря на отмену местничества — местничал с князьями Петром и Иваном Алексеевичами Голицыными (1685). Участвовал в обоих Крымских походах, в полку князя  В.В. Голицына, ротмистр у стольников (1687 и 1689). За царским обедом "смотрел в боярский стол" (28 февраля 1690). Указано быть воеводой в Смоленске (23 февраля 1694). Воевода в Смоленске (1694-1696). Назначен сходным воеводой к брату князю Якову Фёдоровичу в походе под Азов (1698), находился в походе с плавной ратью к Очакову (август 1698), отозван в Москву (сентябрь 1698).
Умер (до 1702), когда его вотчина в Московском уезде отошла племяннику князю Александру Лукичу Долгорукову.

## Семья
Жена: Прасковья Михайловна урождённая Вельяминова-Зернова († 1712), дочь Михаила Мироновича Вельяминова-Зернова.
Дети:
- князь Андрей Борисович († 1712) — устроитель церкви в селе Соколово Московского уезда (1705), умер в один год с матерью.
- княжна Анна Борисовна —жена генерал-аншефа и Петербургского полицмейстера Василия Фёдоровича Салтыкова.